# Andréi Sannikov
Andréi Olégovich Sánnikov (en bielorruso: Андрэй Алегавіч Саннікаў, en ruso: Андрей Олегович Санников) nacido el 8 de marzo de 1954 en Minsk, es un político bielorruso y candidato en las elecciones presidenciales de 2010 en Bielorrusia.

## Biografía
Andréi Sánnikov nació el 8 de marzo de 1954. Su padre fue un conocido investigador bielorruso y su madre una profesora de idioma ruso. Su abuelo, Konstantín Sánnikov fue un conocido actor y uno de los fundadores del Teatro Nacional de Yanka Kupala de Minsk.
En 1977, Sánnikov se graduó de la Universidad Lingüística Estatal de Minsk. Desde ese momento empezó a trabajar en una empresa petrolera soviética en Pakistán, así como también en Egipto en la construcción de una planta productora de aluminio.

## Carrera como diplomático
Entre 1982 y 1987, Sánnikov sirvió en la Secretaría de las Naciones Unidas en Nueva York. En 1989, se graduó de la Academia Diplomática del Ministerio de Relaciones Exteriores de la Unión Soviética, en Moscú.
Entre 1993 y 1995, fue Consejero en la Embajada de Bielorrusia en Berna, Suiza.
Entre 1992 y 1995, Sánnikov encabezó la delegación bielorrusa durante las negociaciones sobre armamento nuclear y convencional.
Entre 1995 y 1996, sirvió como Viceministro de Relaciones Exteriores de Bielorrusia. Sánnikov tiene el rango de embajador.

## Político de Oposición
En noviembre de 1996, justo antes de un controvertido referéndum que tuvo severas limitaciones democráticas, acerca de la separación de poderes en Bielorrusia, Sánnikov renunció a su cargo como forma de protesta.
En noviembre de 1997, fue uno de los fundadores de la Carta 97, inspirada en la Carta 77, convirtiéndose en su coordinador internacional.
En 1998, creó el Consejo Coordinador de las Fuerzas Democráticas de Bielorrusia, junto a Gennady Karpenko. Como diplomático profesional se manifiesta a favor de una Bielorrusia democrática y es un activista sobre independencia y derechos humanos. En los años siguientes, Sánnikov organizaría varias manifestaciones, incluyendo protestas contra la falsificación de los resultados de las elecciones de 2001, 2004, 2006, 2008 y 2010. Ha sido varias veces detenido, golpeado y perseguido por el régimen de Aleksandr Lukashenko, por sus actividades políticas.
En 2008, Sánnikov, junto a Víktor Ivashkévich, Mijaíl Marýnich y otros políticos dieron inicio a la campaña civil "Bielorrusia Europea", la cual aboga por la integración del país en la Unión Europea.
El 19 de diciembre de 2010, fue parte de las elecciones presidenciales de Bielorrusia, junto a otros nueve candidatos, entre los que se contaba el Presidente Lukashenko (quien no participó del único debate televisado), siendo arrestado el mismo día tras participar de una manifestación para denunciar fraude en los comicios.
El 14 de mayo de 2011, fue condenado a cinco años de prisión por la "organización de disturbios masivos contra el orden público" tras haber llamado a una manifestación la noche de las elecciones presidenciales del 19 de diciembre de 2010.

## Datos personales
Sánnikov está casado y tiene dos hijos. Su esposa es la conocida periodista bielorrusa Irina Jalip.